# خرخاشة صغيرة
خرخاشة صغيرة (الاسم العلمي:Rhinanthus minor) هي نوع من النباتات يتبع جنس الخرخاشة من الفصيلة الهالوكية.